# Bellevaux (Alta Savoia)
Bellevaux és un municipi francès situat al departament de l'Alta Savoia i a la regió d'Alvèrnia-Roine-Alps. L'any 2007 tenia 1.344 habitants.

## Demografia

### Població
El 2007 la població de fet de Bellevaux era de 1.344 persones. Hi havia 504 famílies de les quals 132 eren unipersonals (64 homes vivint sols i 68 dones vivint soles), 128 parelles sense fills, 200 parelles amb fills i 44 famílies monoparentals amb fills.
La població ha evolucionat segons el següent gràfic:
Habitants censats

### Habitatges
El 2007 hi havia 1.266 habitatges, 515 eren l'habitatge principal de la família, 630 eren segones residències i 121 estaven desocupats. 554 eren cases i 710 eren apartaments. Dels 515 habitatges principals, 404 estaven ocupats pels seus propietaris, 82 estaven llogats i ocupats pels llogaters i 29 estaven cedits a títol gratuït; 15 tenien una cambra, 44 en tenien dues, 98 en tenien tres, 124 en tenien quatre i 234 en tenien cinc o més. 439 habitatges disposaven pel capbaix d'una plaça de pàrquing. A 199 habitatges hi havia un automòbil i a 273 n'hi havia dos o més.

### Piràmide de població
La piràmide de població per edats i sexe el 2009 era:
| Homes | Edats   | Dones |
| ----- | ------- | ----- |
| 0     | 95 o +  | 0     |
| 0     | 90 a 94 | 4     |
| 4     | 85 a 89 | 12    |
| 8     | 80 a 84 | 16    |
| 8     | 75 a 79 | 12    |
| 16    | 70 a 74 | 24    |
| 12    | 65 a 69 | 12    |
| 24    | 60 a 64 | 24    |
| 32    | 55 a 59 | 28    |
| 44    | 50 a 54 | 52    |
| 40    | 45 a 49 | 44    |
| 40    | 40 a 44 | 24    |
| 36    | 35 a 39 | 36    |
| 56    | 30 a 34 | 44    |
| 40    | 25 a 29 | 32    |
| 20    | 20 a 24 | 44    |
| 36    | 15 a 19 | 44    |
| 60    | 10 a 14 | 36    |
| 48    | 5 a 9   | 44    |
| 32    | 0 a 4   | 36    |

## Economia
El 2007 la població en edat de treballar era de 869 persones, 658 eren actives i 211 eren inactives. De les 658 persones actives 640 estaven ocupades (362 homes i 278 dones) i 18 estaven aturades (2 homes i 16 dones). De les 211 persones inactives 73 estaven jubilades, 74 estaven estudiant i 64 estaven classificades com a «altres inactius».

### Ingressos
El 2009 a Bellevaux hi havia 524 unitats fiscals que integraven 1.367,5 persones, la mediana anual d'ingressos fiscals per persona era de 19.299 €.

### Activitats econòmiques
Dels 127 establiments que hi havia el 2007, 1 era d'una empresa extractiva, 2 d'empreses alimentàries, 6 d'empreses de fabricació d'altres productes industrials, 11 d'empreses de construcció, 10 d'empreses de comerç i reparació d'automòbils, 6 d'empreses de transport, 25 d'empreses d'hostatgeria i restauració, 1 d'una empresa financera, 1 d'una empresa immobiliària, 13 d'empreses de serveis, 45 d'entitats de l'administració pública i 6 d'empreses classificades com a «altres activitats de serveis».
Dels 24 establiments de servei als particulars que hi havia el 2009, 1 era una oficina de correu, 1 una oficina bancària, 1 taller de reparació d'automòbils i de material agrícola, 1 autoescola, 2 paletes, 1 guixaire pintor, 2 fusteries, 2 lampisteries, 4 electricistes, 2 perruqueries i 7 restaurants.
Dels 7 establiments comercials que hi havia el 2009, 1 era un supermercat, 1 una botiga de més de 120 m², 1 una botiga de menys de 120 m², 1 una fleca i 3 botigues de material esportiu.
L'any 2000 a Bellevaux hi havia 38 explotacions agrícoles que ocupaven un total de 450 hectàrees.

## Equipaments sanitaris i escolars
El 2009 hi havia 2 escoles elementals. Bellevaux disposava d'un col·legi d'educació secundària amb 228 alumnes.

## Poblacions properes
El següent diagrama mostra les poblacions més properes.